# Robert Schenkkan
Robert Schenkkan (ur. 19 marca 1953 w Chapel Hill) – amerykański dramaturg, scenarzysta i aktor; laureat Nagrody Pulitzera w 1992 za sztukę The Kentucky Cycle.
Schenkkan jest absolwentem University of Texas w Austin (1975) oraz wydziału aktorskiego na Cornell University w Ithace (1977). Jest autorem sztuk teatralnych i scenariuszy filmowych. Za swą sztukę The Kentucky Cycle, wystawianą pierwszy raz nie w Nowym Jorku, ale w Seattle, dramaturg otrzymał Pulitzera w 1992. Sztuka przedstawia losy trzech amerykańskich rodzin z Appalachów od czasów Wojny o niepodległość do roku 1975.
Robert Schenkkan jest wujem aktora Benjamina McKenziego (Gotham, Życie na fali).

## Dramaty
- Final Passages – 1982
- Intermission – 1982
- Lunchbreak – 1982
- The Survivalist – 1983
- Tachinoki – 1987
- Tall Tales – 1988
- Heaven on Earth – 1989
- The Kentucky Cycle – 1991
- Conversations with the Spanish Lady – 1992
- The Dream Thief – 1998

## Scenariusze filmowe
- Szalony Koń (Crazy Horse) – 1996
- Spokojny Amerykanin (The Quiet American) – 2002
- Spartakus (Spartacus) – 2004
- Andromeda znaczy śmierć (The Andromeda Strain, miniserial) – 2008
- Pacyfik (The Pacific, miniserial) – 2010
- Przełęcz ocalonych (Hacksaw Ridge) – 2016